# Plataforma (Macau)
O Plataforma (em chinês: 澳門平台) é um semanário bilingue generalista publicado na Região Administrativa Especial de Macau (RAEM) da República Popular da China, que se destaca por noticiar a atualidade dos países e das regiões onde se fala a língua portuguesa.
Foi fundado em 25 de maio de 2014 pelo jornalista Paulo Rêgo com o nome Plataforma Macau, usando a cor azul no seu logótipo e design. Funcionou, nos primeiros tempos, no edifício do jornal Ou Mun (Macao Daily News).
Em 2018, depois de em 2017 o empresário de Macau Kevin Ho, através da KNJ Investment, ter adquirido 30% do grupo Global Media, num investimento de 15 milhões de euros, o Plataforma lança o jornal online Plataforma Media, surgindo com grande impacto, e diariamente, na Internet e nas redes sociais e adotando a cor vermelha na sua imagem. O diretor passa a ser o jornalista José Carlos Matias, contratado à TDM - Teledifusão de Macau.
Em 2019, o projeto apresenta três novas marcas – Plataforma Grande Baía, Plataforma Azul e Plataforma de Sabores.
Em 2020, durante a pandemia de Covid-19, o título desvincula-se do grupo Global Media, passa por uma fase de grande indefinição, com dificuldades financeiras, e reestrutura-se, passando a ser propriedade exclusiva da empresa Plataforma - Projectos Multimédia, Lda..
Com gestão de Nuno Ferraria, em 2022, o Plataforma lança o projeto “Receitas Caseiras Macaenses pelo Mundo”.
Em 2023, o jornal lança ciclos de debates sino-lusófonos (Plataforma Talks).
A partir de Maio de 2025 passou a ter uma edição totalmente a cores.

### Actual estrutura do jornal
Administrador e Diretor-geral: Paulo Rêgo

Diretor-executivo: Guilherme Rêgo

Editor senior (chinês): David Chan

Editores (português): Nelson Moura e Gonçalo Francisco

Redacção: Bruno Ramos, Viviana Chan, Dexter Ho, Lisa Mok, Katherine Sio, Carol Law e Victoria Man

Colaboradores: Yen Yen Lei, Eva Un e Tony Lai

Diretor criativo: Helre Lau

Tradução e revisão: Carol Law e Victoria Man

Publicidade: Mei Mei Wong e Filipa Rodrigues

Parcerias: China Daily (China), Shanghai Daily (China), TDM - Teledifusão de Macau, Jornal de Notícias (Portugal), Diário de Notícias (Portugal), TSF (Portugal), Dinheiro Vivo (Portugal), O Jogo (Portugal), Folha de S.Paulo (Brasil), Grupo Bandeirantes (Brasil), IstoÉ (Brasil), Jornal de Angola e O País (Angola)

Agências: Xinhua, Lusa, Agência Brasil, AFP